# Поток (Барнаул)
Поток — исторический район в северо-восточной части Барнаула. Расположен в Октябрьском районе, в пределах улиц Малахова, Чеглецова, Северо-Западной, а также проспектов Ленина и Космонавтов.

## История
Название возникло от метода возведения городских кварталов путём индустриальной поточной застройки, как правило — массовой и однообразной. Район возник в 1950-х гг. как рабочий посёлок рядом с Северной промзоной Барнаула. Посёлок был застроен домами барачного типа, пятиэтажными домами с квартирами-«малосемейками» и рабочими общежитиями.
Однако для того времени строительство данного микрорайона было весьма важным этапом в жизни города: большинство новосёлов переселялись на Поток из оставшихся после войны землянок.
С середины 2000-х годов Поток активно застраивается новыми жилыми зданиями.
В 2024 году городские власти озвучили планы по масштабной реновации микрорайона, предполагающий снос 35 домов по следующим адресам: 1-я Западная, 10, 42, 47а, 48, 49; Петра Сухова, 3, 6, 12, 14, 40, 44, 46, 48, 57, 67; Ленина, 175, 181; Чудненко, 4, 6, 7, 8; Чеглецова, 9, 10, 12; Беляева, 34; Смирнова, 83; Тимуровская, 34, 36,52, 56; Малахова, 39; 40 лет Октября, 13, 15, 17; 80-й Гвардейской дивизии, 58. Отмечается, что эти дома являются аварийными и были признаны таковыми в 2018-2024 годах. На их месте планируется возвести новое жильё.

## В искусстве
В ноябре 2013 года Государственный Молодёжный театр Алтая им. В. С. Золотухина поставил спектакль «Поток».